# Proboj godine
Proboj godine (engl. Breakthrough of the Year) godišnja je nagrada koju dodjeljuje časopis Science za najznačajniji razvoj u znanstvenom istraživanju. Inspirirana Čovjekom godine magazina Timea, nagrada je prvi put dodijeljena 1989. godine pod imenom Molekula godine, a ime je promijenila u Proboj godine 1996. godine. Proboj godine naširoko se smatra najvećim priznanjem u znanosti.

## Molekula godine
- 1989.: PCR i polimeraza DNA[1]
- 1990.: proizvodnja sintetskih dijamanata[2]
- 1991.: bakminsterfuleren[3]
- 1992.: dušikov oksid[4]
- 1993.: p53[5]
- 1994.: enzim popravka DNA[6]

Od 2002. godine Molekulu godine dodjeljuje Međunarodno društvo za molekularnu i staničnu biologiju i biotehnološke protokole i istraživanja (engl. International Society For Molecular and Cell Biology and Biotechnology Protocols and Researches, akr. ISMCBBPR).
- 2002.: sve-trans-retinoična kiselina[8]
- 2003.: adenovirusni glikoproteini (GP) i nukleoproteini (NP) cjepiva protiv ebole[9]
- 2004.: imidazoloctenokiselinski ribotid[10]
- 2005.: 4E10[11]
- 2006.: hsa-mir-155 i hsa-let-7a-2[12]
- 2007.: PKD2L1[13]
- 2008.: anti-SAG 421-433 katalitički IgA[14]
- 2009.: Trnoružičina transpozaza SB 100X[15]
- 2010.: FOXM1[16][17][18][19]
- 2011.: BMP7[20]
- 2012.: dezmosterol[21]

## Proboj godine
- 1996.: razumijevanje HIV-a[22]
- 1997.: ovca Dolly, prvi sisavac kloniran od odraslih stanica[23]
- 1998.: akcelerantni svemir, tamna tvar[24]
- 1999.: ispunjavanje obećanja o mladosti s matičnim stanicama[25]
- 2000.: sekvenciranje čitava genoma[26]
- 2001.: nanokrugovi ili molekularni krug[27]
- 2002.: interferencija RNA[28]
- 2003.: tamna energija[29]
- 2004.: rover Spirit spustio se na Mars[30]
- 2005.: evolucija na djelu[31]
- 2006.: dokaz Poincaréove slutnje[32]
- 2007.: humana genska varijacija[33]
- 2008.: stanično reprogramiranje[34]
- 2009.: Ardipithecus ramidus[35]
- 2010.: prvi kvantni stroj[36]
- 2011.: klinički pokus HPTN 052[37]
- 2012.: otkriće Higgsova bozona[38]
- 2013.: imunoterapija raka[39]
- 2014.: Rosetta dolazi do kometa 67P/Churyumov–Gerasimenko[40]
- 2015.: CRISPR uređivanje gena[41]
- 2016.: Prvo promatranje gravitacijskih valova[42]
- 2017.: Spajanje neutronske zvijezde (GW170817)[43]
- 2018.: sekvenciranje pojedinačnih ćelija[44]
- 2019.: prva slika crne rupe[45]